# Europastraße 83
Die Europastraße 83 (kurz: E 83) ist ein Teil des internationalen Straßennetzes. Die in Nord-Süd-Richtung größtenteils durch Bulgarien verlaufende – 266 Kilometer lange – Europastraße, führt (nach unterschiedlichen Angaben) von Bjala nach Botewgrad und weiter nach Sofia.

## Orte und Länge der Teilstrecken an der E83
Die Straße führt durch folgende Orte: Bjala – Plewen – Jablaniza – Botewgrad – Sofia.